# Liste der Mitglieder des Landtages (Freistaat Preußen) (2. Wahlperiode)
Die Liste enthält die Mitglieder des Landtages des Freistaates Preußen in der zweiten Legislaturperiode von 1924 bis 1928.

## A
- Abel, Karl, KPD
- Adam, Richard, Z
- Altegoer, Gustav, Z
- Arlt, Albert-Wilhelm, DVP (ausgeschieden 9. Oktober 1927)
- Arteldt, August, WV/DHP

## B
- Bachem, Julius, DNVP
- Bachem, Emma, Z
- Baczewski, Johann, Polnische Partei
- Badenberg, Albertine, Z
- Badt, Hermann (Dr.), SPD (bis 1926)
- Baecker, Paul, DNVP
- Barteld, Adam, DDP
- Bartels, Friedrich, SPD
- Bartels, Wolfgang, KPD (seit 1927 LK)
- Bauer, Johann, SPD (eingetreten am 29. April 1925)
- Baumann, Carl, Z
- Baumhoff, Josef, Z
- Bayer, Heinrich, DNVP
- Bayer, Friedrich, DVP
- Beck, Carl, Z
- Becker, Heinrich, DVP
- Benscheid, Adolf, KPD
- Bergmann, Johann, Z
- Berkemeyer, Karl, DVP (seit 1928 fraktionslos)
- Berten, Peter, SPD
- Beuermann, August, DVP
- Biester, Karl, WV/DHP
- Bischoff, Georg, WV (WP)
- Blank, Christian, Z
- Boehm, Willy (Dr.), DVP
- Boelitz, Otto (Dr.), DVP
- Boës, Paul, DNVP
- Bohner, Theodor (Dr.), DDP
- Bollmann, Minna, SPD
- Borck, Eldor, DNVP
- Brandenburg, Ernst, SPD
- Brandes, Wilhelm, SPD
- Bräucker, Julius, SPD
- Braun, Otto, SPD
- Brecour, Wilhelm, SPD
- Brehmer, Wilhelm von, NSFB
- Brockmann, Johannes, Z (eingetreten am 27. April 1926)
- Brückner, Eugen, SPD
- Brunk, Ernst, DNVP
- Bubert, Walter, SPD
- Buchhorn, Josef, DVP
- Bundtzen, Hans, DNVP

## C
- Campe, Rudolf, von (Dr.), DVP
- Christange, Wilhelm, SPD
- Christian, Georg, DNVP (seit 27. März 1928 BLVP)
- Christmann, Sofie, SPD
- Clarfeld, Fritz, DNVP
- Colosser, Otto, WP (eingetreten am 24. Februar 1927)
- Conradt, Max, DNVP
- Cramer, Franz Joseph, Z (seit 1927)
- Cremer, Arnold (Dr.), Z

## D
- Dallmer, Franz, DNVP
- Danicke, Bruno, NSFB
- Decker, Adolf, SPD (seit April 1927 fraktionslos)
- Deerberg, Friedrich (Dr.), DNVP
- Dermietzel, Friedrich, DNVP
- Deutsch, Therese, DNVP
- Diel, Jacob, Z
- Dietrich, Emil, Z
- Ditfurth, Wilhelm von, DNVP
- Doht, Fritz, SPD
- Dolezych, Max (Dr.), DNVP
- Dönhoff, Martha, DDP
- Dörr, Max, KPD (seit 1926 fraktionslos)
- Drescher, Reinhold, SPD
- Drewitz, Hermann, WP (nur 1925)
- Drüggemüller, Willy, SPD

## E
- Eberle, Hugo, SPD
- Eberlein, Hugo, KPD
- Ebersbach, Emil, DNVP
- Effert, Johann, Z
- Ege, Lina, SPD
- Eichhoff, Franz, DVP
- Eickelboom, Sibylla, Z
- Eismann, Adam (Dr.), Z
- Elsner, Heinrich, Z
- Eppstein, Eugen, KPD
- Eynern, Hans von, DVP

## F
- Faber, Emil, SPD
- Falk, Bernhard, DDP
- Faßbender, Martin, Z
- Ferl, Gustav, SPD (nur 1925)
- Fink, Joseph, Z
- Fladung, Hans, KPD
- Flieg, Leopold, KPD
- Flögel, Heinrich, WV/DHP
- Franz, Julius, SPD
- Fries, Philipp, SPD
- Fries, Fritz, SPD
- Fritsch, Otto, SPD
- Fuchs, Richard, DNVP
- Fues, Friedrich, DNVP (seit 1927)

## G
- Garnich, Hugo, DVP (bis 1926)
- Garnier, Hubertus von, DNVP
- Gast, Hubert, Z
- Gaudig, Johannes, DNVP (seit 1927 fraktionslos, seit 1928 Christl. NMP)
- Gaudlitz, Emil, SPD (seit 1924)
- Gauger, Wilhelm, DNVP
- Gehrmann, Carl, SPD
- Gehrmann, Karl, KPD
- Gersdorff, Wolf von (Dr.), DNVP
- Giese, Elisabeth, Z
- Gieseler, Rudolf, NSFB
- Goebel, Hermann, Z (verstorben 1927)
- Golke, Artur, KPD
- Golke, Elfriede, gen. Ruth Fischer (1895–1961), KPD
- Goll, Emil, DDP
- Gottwald, Adolf, Z
- Graef, Walther, DNVP
- Grass, Fritz (Dr.), Z
- Graue, Dietrich, DDP
- Graw, Josef, Z
- Grebe, Friedrich, Z
- Greßler, Julius, DDP
- Groener, Simon, Z
- Gronowski, Johannes, Z
- Grube, Ernst, KPD
- Grundmann, Robert (Dr.), DVP
- Grylewicz, Anton, KPD (seit 1927 LK)
- Grzesinski, Albert, SPD
- Grzimek, Günther (Dr.), DDP
- Günther, Robert, DNVP

## H
- Haake, Heinrich, NSFB (bereits 1925 NSDAP)
- Haas, August, SPD
- Haase, Wilhelm, WV/WP
- Haberland, Karl, SPD
- Hackenberg, Alois, DNVP (seit 1928 fraktionslos)
- Haenisch, Konrad (Dr.), SPD (verstorben am 28. April 1925)
- Haese, Otto, SPD
- Hagemann, Josef, Z
- Hager, Paul (Dr.), Z (verstorben am 30. November 1927)
- Hallensleben, Emil, DVP (eingetreten am 30. Dezember 1926)
- Hamburger, Ernst (Dr.), SPD
- Hanna, Gertrud, SPD
- Harnisch, Hermann, SPD
- Harsch, Peter, Z
- Hartleib, Joseph, SPD
- Hartmann, Gustav, DDP
- Hartwig, Theodor, SPD
- Haseloff, Hugo, DNVP
- Hecken, Bernhard, DNVP
- Heesch, Fritz, DDP
- Heidenreich, Robert, DVP
- Heilmann, Ernst, SPD
- Heimann, Max (Dr.), DVP
- Hein, Wilhelm, DNVP
- Held, Theodor, DVP
- Helfers, Rosa, SPD
- Helldorff, Wolf-Heinrich von, NSFB
- Henkel, Fritz, Z (eingetreten am 2. Februar 1927 für Hermann Goebel)
- Herbert, Fritz, SPD (verstorben am 24. Mai 1925)
- Hermes, Andreas (Dr.), Z
- Herold, Carl, Z
- Herrmann, Erich, DDP
- Herrmann, Louis, DNVP
- Heß, Joseph (Dr.), Z
- Heßberger, Maria, Z
- Heydemann, Max, KPD (bereits 1925 SPD)
- Heym, Guido, KPD (seit 1927 LK)
- Hielscher-Panten, Elsa, DNVP
- Hillger, Hermann, DNVP
- Hirsch, Paul, SPD
- Hirtsiefer, Heinrich (Dr.), Z
- Hoesch, Felix, DNVP
- Hoff, Ferdinand, DDP
- Hoffmann, Paul, KPD
- Hoffmann, Otto (Dr.), DNVP
- Höfs, Else, SPD
- Hollmann, Ludwig, DVP
- Höpker-Aschoff, Hermann (Dr.). DDP
- Horn, Paul, DNVP
- Hörsing, Otto, SPD
- Hourtz, Carl, DDP
- Howe, Johann, DNVP
- Hürtgen, Oswald, DNVP

## J
- Jacobshagen, Karl (Dr.), DNVP
- Jacoby-Raffauf, Wilhelm, Z
- Jaeger, Wilhelm, DNVP
- Jahnke, Kurt, DNVP
- Jakobs, Mathias, SPD
- Jaletzky, Emil, Z
- Janssen, Johannes, DNVP
- Jendrosch, Friedrich, KPD
- Jensen, Toni, SPD
- Jöns, Johannes, DVP
- Jordan, Friedrich, WV/WP
- Jordans, Theodor, Z
- Jürgensen, Jürgen, SPD
- Justi, Heinrich, DNVP

## K
- Kahl, Fritz, SPD
- Kähler, Luise, SPD
- Kähler, Wilhelm (Dr.), DNVP
- Kaiser, Johannes, DNSF (seit 29. März 1927 DNVP, seit 9. März 1928 ASdP)
- Kaiser, Franz, DVP
- Kasper, Wilhelm, KPD
- Kasten, Hermann, SPD (seit 1923)
- Kaufhold, Joseph (Dr.), DNVP
- Kaufmann, Franz Alexander (Dr.), DNVP
- Kayser, Wilhelm, Z
- Kellermann, Hermann, KPD
- Kenkel, Eduard, DNVP
- Kerff, Wilhelm, KPD
- Kickhöffel, Karl Hans, DNVP
- Kilian, Otto, KPD (seit 1928 LK)
- Kimbel, Wilhelm, DNVP
- Kirchmann, Karl, SPD
- Kirschmann-Röhl, Elisabeth, SPD
- Klamt, Hermann (Dr.), WV (WP)
- Klausner, Gertrud (Dr.), DDP
- Klaußner, Georg, SPD
- Kleinmeyer, Josef, SPD
- Kleinspehn, Johannes, SPD
- Klimas, Czesław (Klimas, Ceslau), Polnische Partei
- Klodt, Emil, USPD (seit 1922 SPD)
- Kloft, Christian, Z
- Klupsch, Franz, SPD
- Kniest, Wilhelm, DDP
- Koch, Julius, DNVP
- Koch, Julius, SPD
- Koch, Karl, DNVP
- Koennecke, Hans, DNVP
- König, Christoph, SPD
- Koerner, Bernhard (Dr.), NSFB
- Kölges, Max, Z
- Kollwitz, Hans, KPD
- Köthenbürger, Bernhard, Z
- Kraft, Carl, SPD
- Krämer, August, DVP
- Kreker, Ernst, Z
- Kriege, Johannes (Dr.), DVP
- Kries, Wolfgang von (Dr.), DNVP
- Krischick, Johann, DNVP
- Kröger, Berta, SPD
- Krug, Philipp, Z (verstorben am 26. Februar 1925)
- Krüger, Wilhelm, SPD
- Krüger, Hedwig, KPD
- Kulesza, Anny von, DVP
- Kunert, Karoline, SPD (eingetreten am 14. November 1925)
- Kunert, Marie, SPD
- Kuttner, Erich, SPD

## L
- Lademann, Max, KPD
- Ladendorff, Carl, WV/WP
- Lang, Josef, SPD
- Lange, Richard, Z
- Lange-Windhof, Heinrich, DNVP
- Langer, Walter, DVP
- Lauer, Amalie (Dr.), Z (eingetreten am 28. Februar 1925)
- Lauscher, Albert (Dr.), Z
- Lehmann, Annagrete, DNVP
- Leid, Carl, SPD
- Leidig, Eugen (Dr.), DVP
- Leinert, Robert, SPD
- Lewerentz, Friedrich, SPD
- Lewerenz, Robert, DNVP
- Lindner, Wilhelm, DNVP
- Linneborn, Johannes (Dr.), Z
- Loenartz, Friedrich, Z
- Lohmann, Karl, DNVP (ausgeschieden 1925)
- Loquingen, Peter, KPD (später fraktionslos, LK)
- Lossau, Fritz, KPD (später fraktionslos, LK)
- Lüdemann, Hermann, SPD
- Lüders, Henry, DVP (eingetreten am 8. November 1927 für Heinrich Oetjen)
- Ludewig, Johanna, KPD
- Lüdicke, Paul, DNVP
- Lukassowitz, Victor, DNVP
- Lünenschloß, Wilhelm, WV/WP

## M
- Maedel, Max, WP
- Mallach, Paul, Z
- Manncke, Gustav, DNVP
- Mantke, Joseph, Z
- Marckwald, Hans, SPD
- Maretzky, Oskar (Dr.), DNVP
- Martell, Eduard, DNVP
- Martin, Richard, DNVP
- Marx, Franz, SPD (eingetreten 1926)
- Mehlis, Theodore Sophie, DNVP
- Meier, Otto, SPD
- Meincke, Ernst, DDP
- Menzel, Gustav, KPD
- Merker, Paul, KPD
- Merten, Otto, DDP
- Mertins, Ferdinand, SPD
- Merx, Peter, Z
- Metzenthin, Erich, DVP
- Metzinger, August, Z
- Meyer, August, SPD
- Meyer, Hermann, SPD
- Meyer, Karl, DNVP
- Meyer, Konrad, DNVP
- Meyer, Theodor, DVP
- Michel, Willy, SPD
- Milberg, Theodor, DNVP
- Mirbach, Werner Freiherr von, DNVP
- Mohrbotter, Wilhelm, WV/DHP
- Mönke, Wilhelm, DNVP
- Moericke, Franz, KPD
- Müller, Gustav, KPD (seit 1927 LK)
- Müller, Heinrich, SPD
- Müller, Karl, SPD
- Müller, Karl, SPD (eingetreten 1927)
- Müller, Oskar, KPD
- Müller, Robert, DNVP
- Müller, Theodor, SPD
- Müller-Franken, Karl, WV/WP (verstorben am 9. Februar 1927)
- Mursch, Richard, DNVP (eingetreten am 5. Februar 1925)

## N
- Negenborn, Karl Georg (Dr.), DNVP (nur 1925)
- Neumann, Bruno, SPD
- Neumann, Josef, DVP
- Nitsch, Richard, SPD
- Noack, Ilse, DNVP
- Nuschke, Otto, DDP

## O
- Obuch, Gerhard, KPD
- Oelze, Friedrich, DNVP
- Oestreicher, Annemarie, SPD
- Oetjen, Heinrich, DVP (verstorben am 25. Oktober 1927)
- Oppenhoff, Joseph, Z
- Osten-Warnitz, Oskar von der, DNVP
- Osterroth, Nikolaus, SPD
- Otter, Karl, SPD
- Otto, Reinhold, DDP
- Oventrop, Anna, SPD

## P
- Paetzel, Wilhelm, SPD
- Papen, Franz von, Z
- Perschke, Karl, WV/WP
- Peters, Hermann, SPD
- Petry, Johann, Z
- Peucker, Franz (Dr.), Z
- Pieck, Wilhelm, KPD
- Pingel, Franz, Z
- Pinkerneil, Friedrich August (Dr.), DVP
- Pischke, Hermann, DVP
- Plehwe, Karl von, DNVP
- Plenge, Oskar, KPD
- Porsch, Felix (Dr.), Z
- Prelle, Johannes, WV/DHP
- Preuß, Hugo (Dr.), DDP (verstorben am 9. Oktober 1925)

## Q
- Quaet-Faslem, Georg, DNVP (verstorben am 22. September 1927)
- Querengässer, Paul, DNVP

## R
- Rave, Julius, DDP
- Rechenberg, Freda von, DNVP
- Rehbein, Karl, KPD
- Rhiel, Andreas, Z
- Rhode, Werner, WP (ab 1924)
- Richter, Arthur, SPD
- Richter, Ernst von, DVP
- Rickers, Gehrt, SPD
- Riedel, Oswald, DDP
- Rittershaus, Emil, DNVP
- Roeingh, Theodor, Z
- Röhle, Paul, SPD
- Rohr, Hansjoachim von, DNVP
- Rose, Hermann (Dr.), DVP
- Rosenfeld, Siegfried (Dr.), SPD
- Rösler, Heinrich, SPD
- Rüffer, Paul, DNVP
- Rürup, Heinrich, Z
- Ryneck, Elfriede, SPD

## S
- Sabath, Gustav, SPD
- Schadow, Wilhelm, SPD
- Schaefer, Gustav, DNVP
- Schlange-Schöningen, Hans, DNVP
- Schluchtmann, Wilhelm, SPD
- Schluckebier, Hermann, DNVP
- Schmedding, Adolf (Dr.), Z
- Schmelzer, Josef, Z
- Schmid, Carl Christian, DVP
- Schmidt, Albert, Z
- Schmidt, Hermann (Dr.), Z
- Schmidt, Wilhelm, DNVP
- Schmiljan, Alfred, DDP
- Schmitt, Jakob (Dr.), Z
- Schmitt, Karl, Z
- Schmitz, Helene, SPD (eingetreten 1925)
- Schnetter, Richard, KPD
- Schön, Conrad, WV/WP
- Schreiber, Walther (Dr.), DDP
- Schröder, Karl, SPD
- Schröter, Carl, DVP
- Schubert, Hermann, KPD
- Schüling, Hermann, Z
- Schulz, Richard, KPD
- Schulze-Stapen, Reinhard, DNVP
- Schuster, Hermann (Dr.), DVP
- Schwarzhaupt, Wilhelm, DVP
- Schwecht, Ludwig, DNVP
- Schwenk, Paul, KPD
- Schwenk, Hermann, WV/WP
- Schwering, Leo (Dr.), Z
- Seelmann-Eggebert, Erich (Dr.), DNVP
- Sellheim, Max, KPD
- Semmler, Wilhelm (Dr.), DNVP
- Severing, Carl, SPD
- Siering, Wilhelm, SPD
- Sievert, Wilhelm, SPD
- Simon, Max, SPD
- Skjellerup, Johann, KPD
- Sobottka, Gustav, KPD
- Sonnenschein, August, DNVP
- Spickernagel, Wilhelm, DVP
- Spohr, Elisabeth (Dr.), DNVP
- Sprenger, Joseph, Z
- Srowig, Georg, SPD (nur 1925)
- Steffens, Wilhelm (Dr.), DVP
- Steger, Christian, Z
- Steinhoff, Werner, DNVP
- Stemmler, Ferdinand (Dr.), Z
- Stendel, Ernst, DVP
- Stephan, Carl, SPD
- Steuer, Lothar, DNVP
- Stieler, Georg, Z
- Stock, Friedrich, NSFB (nur 1925)
- Stoffels, Elisabeth, Z
- Stolberg-Wernigerode, Albrecht Graf von, DVP
- Stoll, Karl, SPD (ausgeschieden 1924)
- Stollberg, Gustav, SPD (ausgeschieden 1927)
- Stolt, Georg, KPD
- Straube, Fridolin, DNVP
- Streiter, Georg, DVP (eingetreten am 12. Oktober 1927 für Albert-Wilhelm Arlt)
- Stuhrmann, Heinrich, DNVP
- Szillat, Paul, SPD

## T
- Teitscheid, Viktor, Z
- Thiele, Adolf, SPD
- Thöne, Hedwig, DVP
- Tiling, Magdalene von, DNVP
- Traudt, Valentin, SPD
- Tresckow, Hans-Heinrich, DNVP

## V
- Voigt, Jane, DVP
- Voß, Paul, NSFB

## W
- Wachhorst de Wente, Friedrich, DDP
- Waentig, Heinrich (Dr.), SPD
- Waldthausen, Wilhelm von (Dr.), DNVP
- Wangenheim, Walrab Freiherr von, WV/DHP
- Watter, Helene Freifrau von (Dr.), DNVP
- Wegscheider, Hildegard (Dr.), SPD
- Wehmeyer, Carl, DNVP
- Weisemann, Ewald (Dr.), DNVP
- Weißermel, Franz, DNVP
- Wellmann, Alwine, SPD
- Wende, Adolf, DNVP
- Wende, Richard, SPD
- Wenzlaff, Gustav, DNVP
- Wester, Fritz (Dr.), Z
- Weyl, Hermann, SPD (nur 1925)
- Wick, Richard, SPD
- Wickel, Werner, DDP
- Wiedemann, Albert, DNVP
- Wiegershaus, Friedrich, NSFB
- Wiemer, Otto, DVP
- Wiglow, Emil, DDP
- Wildermann, Rudolf, Z (verstorben am 23. April 1926)
- Winckler, Johann Friedrich (Dr.), DNVP
- Winterfeld, Friedrich von (Dr.), DNVP
- Winterich, Jean, KPD
- Winzer, Wilhelm, SPD
- Wischnövski, Gustav, DNVP
- Wittich, Heinrich, SPD
- Wittmaack, Ernst, SPD
- Wohlgemuth, Antonie, SPD
- Wolff, Georg (Dr.), DVP
- Wronka, Gertrud, Z
- Wulle, Reinhold, NSFB

## Z
- Zachert, Eduard, SPD
- Zawadzki, Konstantin, Z
- Zehnhoff, Hugo am, Z
- Ziemann, Otto, DNVP
- Zigahl, Angela, Z